# Шлепов, Виктор Петрович
Ви́ктор Петро́вич Шле́пов (1918—1959) — лётчик-ас, подполковник Советской Армии, участник Великой Отечественной войны, Герой Советского Союза (1943).

## Биография
Виктор Шлепов родился 2 февраля 1918 года в деревне Лебедево (ныне — Дмитровский район Московской области). После окончания восьми классов школы и школы фабрично-заводского ученичества работал токарем в Москве, одновременно занимался в аэроклубе. В 1938 году Шлепов был призван на службу в Рабоче-крестьянскую Красную Армию. Окончил Борисоглебскую военную авиационную школу пилотов. С августа 1941 года — на фронтах Великой Отечественной войны.
К июлю 1943 года гвардии капитан Виктор Шлепов командовал эскадрильей 41-го гвардейского истребительного авиаполка 8-й гвардейской истребительной авиадивизии 5-го истребительного авиакорпуса 2-й воздушной армии Воронежского фронта. К тому времени он совершил 685 боевых вылетов, 160 из которых — на штурмовку скоплений боевой техники и живой силы противника, нанеся тому большие потери. Принял участие в 122 воздушных боях, сбив 5 вражеских самолётов лично и ещё 16 — в составе группы.
Указом Президиума Верховного Совета СССР от 28 сентября 1943 года за «мужество и героизм, проявленные в борьбе с немецкими захватчиками», гвардии капитан Виктор Шлепов был удостоен высокого звания Героя Советского Союза с вручением ордена Ленина и медали «Золотая Звезда» за номером 1232.

Могила Шлепова на Новодевичьем кладбище

После окончания войны Шлепов продолжил службу в Советской Армии.
Трагически погиб в авиакатастрофе 23 марта 1959 года, похоронен на Новодевичьем кладбище Москвы.
Был также награждён тремя орденами Красного Знамени, двумя орденами Красной Звезды, рядом медалей.